# 中古日語
中古日語是日語的一個階段，繼承自上古日語，后来演变为中世日語。该语言盛行於9世紀後半葉至12世紀的平安時代中晩期（斷代有争議），一般日本中等教育體系所稱的古典日語(日语： 文語（ぶんご）)就是以中古日語為標準。

## 背景
上古日語借用並改寫汉字來書寫日語（万叶假名）。但是在公元870年以後，由于遣唐使的實質废止和日本国風文化的独自发展，在日语表記上也出现了兩種新的表音符号：平假名和片假名。平假名有“女手”的異稱，因其多為内廷女性所用（男性官僚於外朝仍舊使用真名即漢字）。這種發展簡化了書寫工作，在很大程度上推進了假名文學（即宮廷女性文學）的新時代。
一般認為《土佐日記》（935年前後出現）是男性官僚對於使用女手創作的嘗試，《竹取物語》的出現（10世紀上半葉）標幟著假名小説的成熟（《源氏物語》絵合）。中古日語的經典作品於和歌文學有《古今集》以下八代敕撰集和《伊勢物語》之類歌物語，於長篇世情小説有《源氏物語》《宇津保物語》等，於随筆有《枕草子》，於假名日記有《蜻蛉日記》《和泉式部日記》《更級日記》等。此外更由于漢字假名混写，日語産生了新的書写文体，完臻於中世軍記物語及中世説話集。

## 音韻

### 語音發展
中古日語的一大特徵，是它在這時期因為各種原因的影響而引起的重大語音變化。
在這些變化當中最為重要的，莫過於上代特殊假名遣的消失。上代特殊假名遣是上古日語的特徵，對於-i/-e/-o三類字母以兩套不同的漢字來標記。雖然在上古日語的末期已開始出現這種消失，但具體來講，要到中古日語的早期，這種分辨才完全消失。學者指出，最後合併的音素是/ko1/跟/ko2/。
10世纪中期以前，日语有e和ye的区别。忠实地传抄了纪贯之的《土佐日记》的写本中，有e和ye的区别。到了公元10世紀，/e/跟/ye/亦慢慢融合成為/e/。源順（911-983）的歌集《源順集》有依《天地之词》所作的歌，《天地之詞》中有e和ye的区别，但源順自身似乎已经不理解这一区别。源為憲所著《口遊·大為爾之歌》（970）已经不见这一区别，一般认为最早出现在10世纪末到11世纪初的伊吕波歌也同样。这一变化可能意味着元音/e/整体变成了/je̞/。
11世纪初/o/、/wo/在词首开始混淆，《悉曇要集記》（1075）只有“オ”（/o/）而没有“ヲ”（/wo/），说明11世紀后半已经融合為/wo/。（由于中世纪吉利支丹（基督教资料）中o、wo都被葡萄牙人记成vo可知wo变成o是江户时代的事了）但是i和wi、e和we的区别保留的更久。由於來自唐朝的漢語借詞的大量借入，中古漢語對中古日語的語音發展產生了下列的變化：
- 腭輔音群/kj/（亦作拗化）及唇輔音群/kw/的出現；
- 小舌鼻音 [ɴ] 的出現；
- 長元音及長輔音的出現，使音素的長度變成了語音特徵。

小舌鼻音及長輔音大約在平安時期出現，並把閉音節（CVC結構）帶進來。

### 音节
| ア /a/  | イ /i/  | ウ /u/  | エ /e/  | オ /o/  |
| カ /ka/ | キ /ki/ | ク /ku/ | ケ /ke/ | コ /ko/ |
| ガ /ga/ | ギ /gi/ | グ /gu/ | ゲ /ge/ | ゴ /go/ |
| サ /sa/ | シ /si/ | ス /su/ | セ /se/ | ソ /so/ |
| ザ /za/ | ジ /zi/ | ズ /zu/ | ゼ /ze/ | ゾ /zo/ |
| タ /ta/ | チ /ti/ | ツ /tu/ | テ /te/ | ト /to/ |
| ダ /da/ | ヂ /di/ | ヅ /du/ | デ /de/ | ド /do/ |
| ナ /na/ | ニ /ni/ | ヌ /nu/ | ネ /ne/ | ノ /no/ |
| ハ /fa/ | ヒ /fi/ | フ /fu/ | ヘ /fe/ | ホ /fo/ |
| バ /ba/ | ビ /bi/ | ブ /bu/ | ベ /be/ | ボ /bo/ |
| マ /ma/ | ミ /mi/ | ム /mu/ | メ /me/ | モ /mo/ |
| ヤ /ya/ |         | ユ /yu/ |         | ヨ /yo/ |
| ラ /ra/ | リ /ri/ | ル /ru/ | レ /re/ | ロ /ro/ |
| ワ /wa/ | ヰ /wi/ |         | ヱ /we/ | ヲ /wo/ |

### 音系

#### 元音
- /a/: [a]
- /i/: [i]
- /u/: [u]
- /e/: [je][3][4][5]
- /o/: [wo]

#### 輔音
|    | 唇  | 唇 | 齿龈 | 齿龈 | 硬腭 | 硬腭 | 软腭 | 软腭 |
| -- | --- | -- | ---- | ---- | ---- | ---- | ---- | ---- |
| 鼻 |     | m  |      | n    |      |      |      |      |
| 塞 | (p) | b  | t    | d    |      |      | k    | ɡ    |
| 擦 | ɸ   |    | s    | z    |      |      |      |      |
| 闪 |     |    |      | ɾ    |      |      |      |      |
| 近 |     |    |      |      |      | j    |      | w    |

#### 實際發音

##### /s,z/
这个时候サ行・ザ行的辅音s, z可能是 ʃ, ʒ （类似汉语拼音的x）或 tʃ, dʒ 此外也可能是 ts, dz 这样的塞擦音。

##### /ɸ/
这个时代的ハ行发音的辅音f可能是两唇摩擦音。（ɸ。类似于今日罗马字的fafifufefo。）词首以外的ハ行在11世纪前并入ワ行，称作「ハ行轉呼」。词首的f后来成为了h。

##### /r/
/r/: [r] 

##### 浊音
浊擦音前常伴有鼻音，于是ガ行实际为/ᵑg/，ザ行实际为/ⁿz/，ダ行实际为/ⁿd/，バ行实际为/ᵐb/，材料如漢音疑母对/ᵑg/、日母对/ȵʑ/、泥母对/ⁿd/、明母对/ᵐb/，以及日语自身的音便（例如「にて」>「で」、「いばら/むばら/うばら」>「ばら」）。前面的鼻音不足一拍，与ん有对立，如「異人（いじん）」/i.ⁿzi.n/；「殷人（いんじん）」/i.n.zi.n/。部分词汇中ブ/bu/与ム/ᵐbu/混同，例：けぶりーけむり、さぶしいーさむしい、ねむるーねぶる。

## 文法
中古日語於平安時代當下，並沒有系統的詞尾變化分類，是直到東条義門的『和語説略図』（1833年）後，才逐漸出現日語用言(動詞、形容詞與形容動詞)有六大基本形的說法。

### 動詞
中古日本语在上代日本语8活用的基础上，新增了「下一段活用」，但中古的下一段動詞只有「蹴る」。
下表以「-」表示省略的語幹，沒有語幹的動詞則直接以完整活用變化表示。
| 現代活用 | 中古活用 | 語幹    | 未然形   | 連用形   | 終止形      | 連体形       | 已然形       | 命令形       |
| -------- | -------- | ------- | -------- | -------- | ----------- | ------------ | ------------ | ------------ |
| 五段     | 四段     | 聞      | –か (-a) | –き (-i) | –く (-u)    | -く (-u)     | –け (-e)     | –け (-e)     |
| 五段     | ナ行変格 | 去      | –な (-a) | –に (-i) | –ぬ (-u)    | –ぬる (-uru) | –ぬれ (-ure) | –ね (-e)     |
| 五段     | ラ行変格 | 有      | –ら (-a) | –り (-i) | –り (-i)    | –る (-u)     | –れ (-e)     | –れ (-e)     |
| 五段     | 下一段   |         | け (-e)  | け (-e)  | 蹴る (-eru) | ける (-eru)  | けれ (-ere)  | けよ (-eyo)  |
| 下一段   | 下二段   | 受      | –け (-e) | –け (-e) | –く (-u)    | –くる (-uru) | –くれ (-ure) | –けよ (-eyo) |
| 上一段   | 上一段   |         | み (-i)  | み(-i)   | 見る (-iru) | みる (-iru)  | みれ (-ire)  | みよ (-iyo)  |
| 上一段   | 上二段   | 過      | –ぎ (-i) | –ぎ (-i) | –ぐ (-u)    | –ぐる (-uru) | –ぐれ (-ure) | –ぎよ (-iyo) |
| カ行変格 | カ行変格 |         | こ (-o)  | き (-i)  | 来 (-u)     | くる (-uru)  | くれ (-ure)  | こ (-o)      |
| サ行変格 | サ行変格 | せ (-e) | し (-i)  | 爲 (-u)  | する (-uru) | すれ (-ure)  | せよ (-eyo)  |              |

### 形容詞
事實上，下表的シク活用只是在ク活用的變化語尾前多加一個「し」(除了終止形語尾外)。
古典形容詞甚至會因接續場合而有不同的活用，其中，「カリ活用」事實上是「本活用」連用形 +「あり」音便而來的。
- 「早くあらず」 → 「早からず」( /ku/ + /ara/ → /kara/ )：「本活用」連用形 +「あり」的未然形 ＋ 否定助動詞「ず」
- 「優しくありき」 → 「優しかりき」( /siku/ + /ari/ → /sikari/ )：「本活用」連用形 +「あり」的連用形 + 過去助動詞「き」

「カリ活用」除了命令形可直接使用以外（但語意上是表祈願而非命令），如上所示，僅能接續助動詞。
| 活用形   | 接續場合 | 語幹 | 未然形            | 連用形            | 終止形    | 連体形            | 已然形            | 命令形            |
| -------- | -------- | ---- | ----------------- | ----------------- | --------- | ----------------- | ----------------- | ----------------- |
| ク活用   | 本活用   | 高   | (–く)             | –く (-ku)         | –し (-si) | –き (-ki)         | –けれ (-kere)     |                   |
| ク活用   | カリ活用 | 高   | –から (-kara)     | –かり (-kari)     |           | –かる (-karu)     |                   | –かれ (-kare)     |
| シク活用 | 本活用   | 美   | (–く)             | –しく (-siku)     | –し (-si) | –しき (-siki)     | –しけれ (-sikere) |                   |
| シク活用 | カリ活用 | 美   | –しから (-sikara) | –しかり (-sikari) |           | –しかる (-sikaru) |                   | –しかれ (-sikare) |

現代日语將シク活用變化語尾的「し」直接併入詞幹(也就是說，シク活用被併入ク活用)，且現代日語形容詞的連用形、終止形與連體形變化語尾，都是從原來的ク活用變化語尾音便而來。

### 形容動詞
事實上形容動詞的活用與中古斷定助動詞「なり」與「たり」是完全一致的(連用形稍作添加的ラ行変格)，故可推測形容動詞有可能是名詞和形容詞語幹與這兩個斷定助動詞結合而成的。而根據上古日語的紀錄可更進一步推測，這兩個助動詞分別來自於「にあり」與「とあり」，也就是ラ行変格動詞「あり」與助詞「に」、「と」組合後再音便的結果。
| 活用形   | 語幹   | 未然形 | 連用形    | 終止形 | 連体形 | 已然形 | 命令形 |
| -------- | ------ | ------ | --------- | ------ | ------ | ------ | ------ |
| ナリ活用 | あはれ | ―なら  | ―なり ―に | ―なり  | ―なる  | ―なれ  | ―なれ  |
| タリ活用 | 堂々   | ―たら  | ―たり ―と | ―たり  | ―たる  | ―たれ  | ―たれ  |

一般來說，タリ活用的形容動詞大都源於漢字，比較常出現在漢文訓讀體。
現代日語的形容動詞活用是基於自中世日語(推測是室町時代的關東地區)發展而來的現代斷定助動詞「だ」(來自於「にてあり」)。而事實上，「だ」的活用也混入了中古助動詞「なり」的活用。

### 係助詞
古典日語文法相對於現代文法的最大差異，除了助動詞的接續有特殊的規則之外，有一類助詞會直接影響句尾用言與助動詞的活用形，被稱為係助詞。而這種形態上的要求被稱為係结法則。
| 係助詞   | 意義             | 句尾形式 | 用例                                                                                          |
| -------- | ---------------- | -------- | --------------------------------------------------------------------------------------------- |
| ぞ       | 強調             | 連体形   | ふるさとは花ぞ昔の香に匂ひける (『古今和歌集』) 傳聞、詠嘆助動詞「けり」的連体形              |
| なむ     | 強調             | 連体形   | もと光る竹なむ一筋ありける (『竹取物語』) 傳聞、詠嘆助動詞「けり」的連体形                    |
| や(やは) | 疑問、反問       | 連体形   | 春やとき花やおそきと聞きわかむ (『古今和歌集』) 形容詞「疾し」和「遅し」的連体形              |
| か(かは) | 疑問、反問       | 連体形   | 生きとし生けるもの いづれか歌を詠まざりける (『古今和歌集』) 傳聞、詠嘆助動詞「けり」的連体形 |
| こそ     | 強調、強烈的提示 | 已然形   | 男はこの女をこそ得めと思ふ (『伊勢物語』) 推量助動詞「む」的已然形                            |

注意到上表的「と」是代表引言的中古格助詞，相當於現代日语的「って」，故引言本身要當做一段完整的句子來套用係結法則。
但「や」、「か」類似現代日語，亦有位於句末的用法，這時候可視為終助詞。
- 名にし負はばいざ言問はむ　都鳥　わが思ふ人はありやなしやと 　(『伊勢物語』、『古今和歌集』)：終助詞「や」前的用言為終止形即可。

- 童べと腹立ち給へるか　(『源氏物語』)：終助詞「か」必須前接連體形，所以下二段動詞「給ふ」必須變為「給へる」。

另外，因「も」和「は」也有強調的意味，也有人將它們歸類為係助詞(現代日語的分法)，但兩者是以普通的終止形或體言結尾。
| 助詞 | 意義                       | 句尾形式     | 用例                                                              |
| ---- | -------------------------- | ------------ | ----------------------------------------------------------------- |
| は   | 提示並將之與其他事物做區別 | 終止形、體言 | 春はあけぼの (『枕草子』) 體言(名詞)「 曙 」                      |
| も   | 強調、同類舉例             | 終止形、體言 | 潮満ちぬ 風も吹きぬべし (『土佐日记』) 推量助動詞「べし」的終止形 |

另外，句尾用言(或是助動詞)後有接續助詞時，係結法則會消滅。
- 年ごろよく具しつる人々なむわかれ難く思ひて…　(『土佐日记』)：如果沒有接續助詞「て」的話，藍色部分應該是四段動詞「思ふ」的連體形「思ふ」，而不是原文所示接續「て」專用的連用形「思ひ」。

更有甚者，被係結的句尾動詞有時候會省略。
所狭きこと多くなむ。　(『源氏物語』)：省略句尾的ある，即為ラ行変格動詞「あり」的連體形。

## 声调

### 概要
中古日語的声调可从声点資料中大致推知。本节中，⟨F⟩表示降调（falling），⟨H⟩表示高調（high），⟨R⟩表示昇調（rising），⟨L⟩表示低調（low）。

### 活用
中古日語活用的声调变化以院政期的记录为主。

### 用言
用言活用声调的规则变化大致可总结出2類（低起式、高起式），大致可以对应东京式声调的有核与無核（首都圏方言的形容詞中基本上合流了）。

### 動詞
根据词形变化，可总结出下列重音类型。
| 動詞分類   | 音拍  | 未然形 | 転成名詞 | 連用形 | 終止形 | 連体形 | ク語法 | 已然形 | 命令形 | 語例（終止形）   |
| ---------- | ----- | ------ | -------- | ------ | ------ | ------ | ------ | ------ | ------ | ---------------- |
| 高起式     | 1     | 後述   | H        | F      | F      | —      | —      | F      | F      | su（為）         |
| 高起式     | 2—3   | 後述   | (H)HH    | (H)HL  | (H)HL  | (H)HH  | (H)HH  | (H)HL  | (H)HL  | naru（鳴）       |
| 高起式     | 4以上 | 後述   | …HH      | …HL    | …HL    | …HH    | …HH    | …HL    | …HL    | aⁿzawarapu（嘲） |
| 不規則動詞 | —     | 後述   | HH       | HL     | HF     | H      | H      | HL     | HL     | sinu（死）       |
| 低起式     | 1     | 後述   | L        | R      | R      | —      | —      | R      | R      | ku（来）         |
| 低起式     | 2—3   | 後述   | (L)LL    | (L)LF  | (L)LF  | (L)LH  | (L)LH  | (L)LF  | (L)LF  | kupu（食）       |
| 低起式     | 4以上 | 後述   | …LLL     | …LHL   | …LHL   | …LLH   | …LLH   | …LHL   | …LHL   | kamᵑgapu（考）   |

動詞中还有复合了低起式、高起式的「歩く」類，以「歩く」「隠る」等为代表，終止形、連用形等为LLF、LHL之类的低起形式。

#### 未然形接续的接辞
「ず」「しむ」「る/らる」「す/さす」等接续动词未然形的语态助动词，活用是在被接动词的声调支配之下发生的（如「取る」LF「取らしむ」LLLF ）。不过低起動詞的連用、終止、已然、命令形有4拍以上，因此不是像本动词那样的…LHL，而是…LLF。「む」「じ」之类終止、連体形相同的词之外，「ず」「しむ」等行为都是一样的。表願望的「な」「ね」也可以分析为只有终止形的助动词。
表假定的「ば」、表否定的終止形「ず」类似于已然形，没有下降，会被分析为包含下降核的动词語尾（例：見る LF，見ず RL；着す HL，着せば HHL）。助动词用未然形连接的其他助动词延长的情况下，也以最后的助动词为中心取重音。

### 形容詞
形容詞声调变化可总结为下表。カリ活用来自「く-あり」，カリ部分与「アリ（2拍的2類動詞）」相同。
|        | ミ語法 | 連用形 | 連体形 | 終止形 | 語幹独立用法 |
| ------ | ------ | ------ | ------ | ------ | ------------ |
| 高起式 | …H     | …H     | …F     | …F     | …H           |
| 低起式 | …H     | …H     | …F     | …F     | …L           |

「ベシ」「マシジ」也受被接续动词支配，整体的活用同形容词。但終止形同「ム」「ジ」，和連体形的声调相同。

### 不規則接辞
判定詞（断定助動詞）「ナリ」加在以低调结束的词上时，「ナ」的活用同高调低起動詞；加在以高调结束的词上时，则仍是低调。此外，完了助動詞「ヌ」接高起词时依低活用，接低起词时依高起活用。完了助動詞「リ」来自「アリ」，会由于连用形末尾的下降核基底，在語尾记录为下降。

### 其他接辞
| 接续   | 助動詞 | 活用種類、决定的高度 | 注释                       |
| ------ | ------ | -------------------- | -------------------------- |
| 連用形 | き     | L                    |                            |
| 連用形 | けり   | 高起                 |                            |
| 連用形 | けむ   | 高起                 |                            |
| 連用形 | つ     | 高起                 |                            |
| 連用形 | つつ   | HH                   |                            |
| 連用形 | て     | H                    |                            |
| 連用形 | たり   | 低起                 |                            |
| 連用形 | な～そ | ○～L                 | 「ナ」的高度依存于語声調。 |
| 連用形 | ながら | HHH                  |                            |
| 終止形 | らし   | 低起                 |                            |
| 終止形 | らむ   | 低起                 |                            |
| 終止形 | なり   | 高起                 |                            |
| 終止形 | な     | L                    | 禁止                       |
| 終止形 | とも   | LL                   |                            |
| 已然形 | ば     | L                    |                            |
| 已然形 | ども   | LL                   |                            |
| 已然形 | ど     | L                    |                            |

### 助詞
特别列出加在名詞上的助詞、接辞的声调。
| 語     | 声调  | 備考         |
| ------ | ----- | ------------ |
| ごと   | LH    |              |
| とも   | HH    |              |
| が     | H     |              |
| を     | H     |              |
| に     | H     |              |
| で     | H     | 来自「にて」 |
| は     | H     |              |
| と     | H     | 並列         |
| か     | H     | 並列         |
| か     | H     | 疑問         |
| え     | H     | 終助詞       |
| も     | F     |              |
| へ     | F     |              |
| と     | L ~ H | 引用         |
| や     | H     | 並列         |
| から   | HH    |              |
| ほど   | HL    |              |
| こそ   | HL    |              |
| さへ   | HH    |              |
| より   | FL    |              |
| なんど | LHL   |              |
| ばかり | LHL   |              |

## 文字、书写形式
中古日语的文字体系有三种。先是有了汉字，然后又有了从汉字衍生出来的表音文字：平假名和片假名。将汉字用于表音，则称之为万叶假名。平假名来自于万叶假名的草书体——草假名，而片假名来自省略了一部分的汉字。
书写形式最初有将汉文加以日本化的变体汉文。在古代记录中经常使用，因而别称之为記録体。变体汉文中往往有夹杂着或多或少的万叶假名。此外，有在平假名中摻杂了或多或少的汉字的「平仮名漢字交じり文」（平假名汉字混写文），和歌和物语大多是用这种书写形式写就的。片假名用作汉文训读的记号，或者在私人文书或涂鸦中用来书写，这就是「片仮名文」（片假名文）。9世纪的《東大寺諷誦文稿》是「漢字片仮名交じり文」（汉字片假名混写文）比较早的例子，但是这种书写形式广泛为文学作品所用是在12世纪的院政期以后的事情了。

### 詞彙·文體
雖然日語詞源有分和語和漢語，但是和語本身随着不同文體也有不同的慣用語；如和文使用「疾く」(形容詞「疾し」的連用形)的地方，漢文訓讀使用「速やかに」(形容動詞「速やかなり」的連用形)；而記錄體（変体漢文）則使用「早く」(形容詞「早し」的連用形)，像這樣三種文體偏好的三個不同類義詞。